# Adromischus triflorus
Adromischus triflorus (лат.) — вид растений рода Адромискус (Adromischus) семейства Толстянковые (Crassulaceae), естественно произрастающий на территории Капской провинции Южно-Африканской Республики.

## Название
Родовое латинское (научное) название Adromischus происходит от др.-греч. ἁδρός, hadrós — «взрослый», «толстый» или «громоздкий» и др.-греч. μίσχος, míschos — «стебель» или, вероятнее всего «цветонос».
Видовой латинский эпитет triflorus указывает на три цветочных колоска, которые появляются у этого вида летом.

## Описание

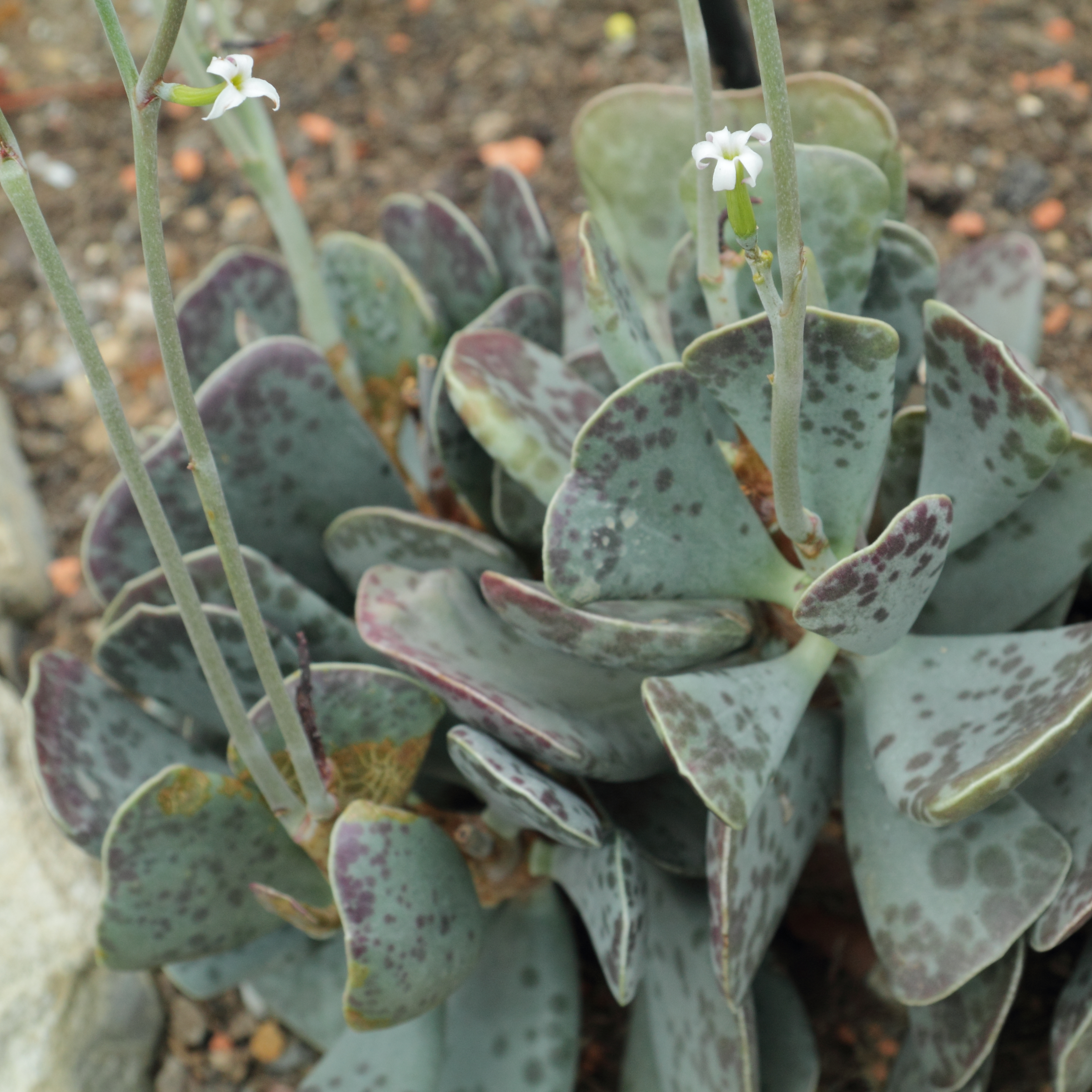
Растение в Королевских ботанических садах Кью

Adromischus triflorus — медленнорастущий многолетний суккулент. Вид достигает высоты до 10 см, а в период цветения может увеличиваться до 35 см. Стебли располагаются вдоль земли, поднимаясь к вершине. У этого компактного разветвленного вида сочные листья почти сердцевидной формы, украшенные многочисленными красновато-коричневыми пятнами, преимущественно расположенными в верхней части листьев. Листья также имеют роговые края, в основном на верхних кончиках.
Adromischus triflorus формирует до трех цветоносов, иногда с разветвлениями, длиной до 10 мм. Цветки варьируют от белого до розового и появляются летом. Семена крайне мелкие.
Легко перепутать Adromischus triflorus с Adromischus maculatus, но характерный роговой край на верхней части листьев Adromischus triflorus облегчает его идентификацию. Кроме того, Adromischus maculatus представляет собой более крупный вид. Еще одним источником путаницы может быть схожесть Adromischus triflorus с Adromischus liebenbergii из-за схожих листьев и их обитания в одном и том же регионе, хотя у них разные цветки.

## Распространение и экология

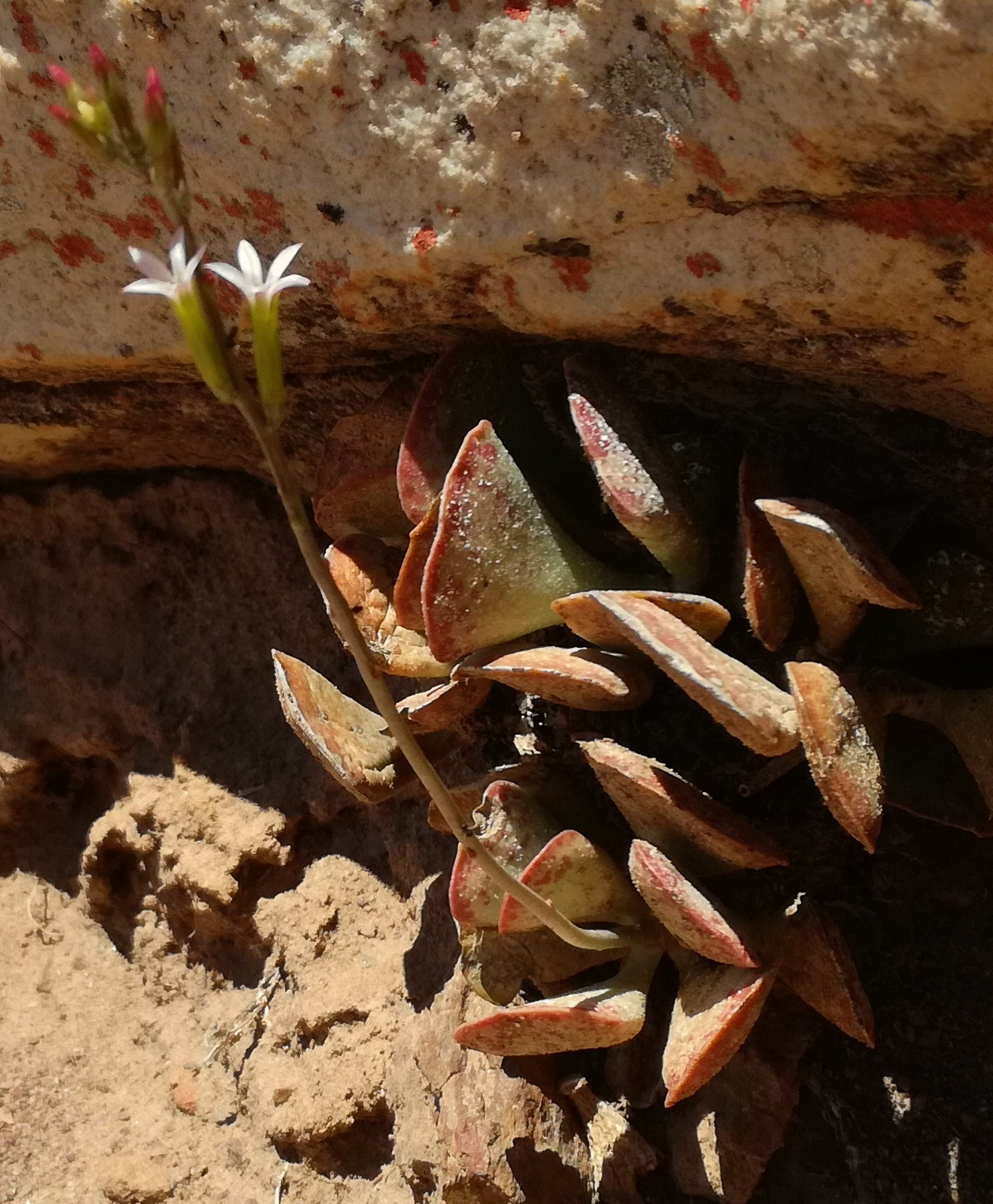
В природной среде обитания

Adromischus triflorus обычно обитает в Малом Кару, но также произрастает в других регионах Западного Кейпа, включая Робертсон-Кару и западную часть Большого Кару. Растения встречаются на низких гравийных почвах или скалистых участках, где успешно процветают. Этот вид произрастает в условиях с высокой температурой и ограниченным количеством осадков. Adromischus triflorus предпочитает расти в защищенных местах, частично в тени, но способен переносить и прямые солнечные лучи.
Adromischus triflorus характеризуются толстыми, пухлыми листьями, способными удерживать влагу, что является ценным ресурсом в период сухого сезона, характерного для Западного Кейпа. Этот вид предпочитает расти в ущельях скал, что обеспечивает ему защиту от интенсивных тепловых воздействий. Эти расщелины также создают уникальный микроклимат, идеальный для прорастания семян, а также обеспечивают место для эффективного сбора дождевой влаги. Корневая система характеризуется выраженной мочковатостью, что позволяет растению быстро собирать и абсорбировать воду.
Цветки Adromischus triflorus производят сладкий нектар, привлекающий пчел, которые играют важную роль в опылении. Растения также могут привлекать муравьев своим нектаром. Семена распространяются ветром.

## Таксономия
Adromischus triflorus (L.f.) A.Berger, первое упоминание в Nat. Pflanzenfam. ed. 2 18a: 416 1930.

### Синонимы
- Adromischus procurvus (N.E.Br.) C.A.Sm.
- Adromischus robustus Lem.
- Adromischus subcompressus Poelln.
- Adromischus subpetiolatus Poelln.
- Cotyledon triflora L.f.